# Henri Aldebert
Henri Aldebert   (4t districte de París, 8 d'agost de 1880 - 8è districte de París, 24 d'abril de 1961) va ser un jugador de cúrling i pilot de bob francès, que va competir a començaments del segle xx.
El 1924 va prendre part en els Jocs Olímpics de Chamonix, on guanyà la medalla de bronze en la competició de cúrling formant equip amb Henri Cournollet, Georges André, Armand Bénédic, Pierre Canivet i Robert Planque. En aquests mateixos Jocs disputà la competició de bob a quatre, en la qual finalitzà en quarta posició.